# Reine Mbang Essobmadje
Reine Mbang Essobmadje, née le 8 février 1980 à Yaoundé (Cameroun), est une ingénieure réseau et télécommunication  et entrepreneuse spécialisée dans les technologies numériques. Elle est française d'origine Camerounaise. Fondatrice du cabinet Evolving Consulting, elle est présentée comme une référence dans le domaine du conseil en affaires et des TIC en Afrique. Elle est aussi connue comme la cofondatrice de Digital Coalition, une ONG pour la  vulgarisation de l’économie numérique en Afrique.

## Biographie

### Études
Reine Mbang Essobmadje  est titulaire d'un BTS en Informatique industrielle, d’un Master en réseau et télécommunication de l’École centrale d'électronique de Paris, d’un Global Executive MBA obtenu à l’Instituto de Empresa d’Espagne. Elle a également suivi plusieurs programmes de formation en management à la Singapore Management University et à la Staffordshire University au Royaume-Uni.

### Carrière
Reine Mbang Essobmadje commence sa carrière comme ingénieure réseau au sein de Colt Technology services, un opérateur de télécommunications britannique. En février 2004, elle est recrutée par la société française Spie Communications où elle passera deux ans. En janvier 2006, elle rejoint l'éditeur français Checkphone Technologies en tant que consultante sécurité.
À partir d'avril 2008, elle devient Project Manager de Devoteam Consulting, une entreprise de conseil en technologies et transformation digitale. Dix mois plus tard, en janvier 2009, elle rejoint la multinationale française Alcatel Lucent comme Manager Services et y restera 3 ans.
Parallèlement à son travail à Alcatel Lucent, l'ingénieure fonde le cabinet Evolving Consulting en 2009 et ouvre des bureaux en France et au Cameroun. L'entreprise offre des services en stratégie et conseil, solutions technologiques et consulting international et collabore avec les États, les entreprises et les institutions internationales.

### Engagement
En 2010, Reine Mbang Essobmadje co-fonde l'ONG Digital Coalition, une organisation qui œuvre pour la vulgarisation de l'économie numérique en Afrique en ciblant particulièrement les jeunes,.
Avec Coalition Digital, elle a développé plusieurs programmes comme l'African Digital Woman Award, le concours des jeunes développeurs informatiques. Elle organise également depuis 2010, des journées TIC au Cameroun,. Elle a également lancé eWomentor, un programme panafricain de mentoring pour les femmes africaines en 2021.
En 2016, l'entrepreneuse intègre le Conseil d’Administration de plusieurs groupements. De 2016 à 2018, elle membre du Conseil d’Administration de Air e-GO, l’association des entrepreneurs de Reuil et Grand-Ouest Parisien. En septembre 2017, elle est portée à la tête de la commission économie numérique du GICAM. En avril 2018, elle intègre le Conseil d'Administration du Groupement Inter-patronal du Cameroun (GICAM). Le 16 décembre 2020, elle est nommée Vice-Présidente du GICAM par Célestin Tawamba, devenant ainsi la première femme à occuper ce poste depuis 1957, date de création du GICAM.
Le 24 novembre 2023, Reine Mbang Essobmadje lance la première édition du Festival des jeunes femmes entrepreneuses à Yaoundé qu'elle présente comme une vitrine pour les femmes à la tête de start-ups.
Cette spécialiste des Tics affirme que: « Le digital est un levier pour drainer plus de financements vers la femme entrepreneure camerounaise ».

## Distinctions
Reine Mbang Essobmadje a été distinguée a plusieurs reprises pour ses actions remarquables dans le domaine du leadership féminin. En août 2020, elle a reçu le Prix EPIC "Des femmes qui inspirent les femmes".
En février 2018, elle est désignée ambassadrice pour le Cameroun du Women in Africa Initiative. Elle est également membre de plusieurs organisations internationales comme le (WomenInEngineering) de la WFEO (World Federation of Engineering Organisations), INWES Africa – Président du Comité de Plaidoyer.

## Vie privée
Reine Essobmadje Mbang s'est mariée en mars 2018 en France. Elle a six frères et sœurs.